# Secuencia de oleadas de tornados
Una secuencia de oleadas de tornados (u oleada de tornados extendida) es un periodo de actividad continua o casi continua de tornados graves, consistente en una serie de oleada de tornados.
Mayores secuencias de oleadas de tornados han ocurrido, en EE. UU. en:
- mediados y fines de mayo de 1896.[2] mayo de 1917, 1930, 1949, 1965, abril de 1974, 2003,[3][4] 2011.[5]

Las secuencias de oleadas de tornados tienden a dominar las estadísticas de tornados en un año, y frecuentemente causan un pico de número de tornados en un periodo más corto. No todos los períodos de ocurrencias de tornados activos son secuencias de oleadas, no debe haber interrupción en la actividad para satisfacer la definición. Los períodos activos ocurren de cada año a cada varios años, mientras que los períodos de actividad continua son menos comunes y pueden ser raros dependiendo de los parámetros aplicados para definir una secuencia.